# Peñón del Rosario
El peñón del Rosario, llamado cerro el Rosario en fuentes geográficas oficiales, es una montaña coronada por una peña, ubicada en el estado mexicano de Tlaxcala. Con sus 3440 metros sobre el nivel del mar, es, después del Huilacapitzo (3500 m s. n. m.), el segundo punto más alto de la Sierra de Tlaxco, un brazo del Eje Neovolcánico que conforma el límite estatal con el sur de Puebla.

## Geografía
El Peñón del Rosario se encuentra en el municipio tlaxcalteca de El Peñón. La ladera sur de la montaña se localiza en Tlaxco, el municipio de mayor extensión de Tlaxcala. Los poblados más cercanos son El Rosario y Acopinalco del Peñón, localizados respectivamente al suroeste y sureste de la cima. Desde la ladera norte, el Peñón del Rosario es mucho menos accesible, ya que el área se encuentra cubierta por un denso bosque de coníferas (pinos, enebros y oyameles).
A pesar de su altitud, tanto la temperatura como la precipitación en el Peñón son moderadas por encontrarse a la sombra orográfica de la Sierra Norte de Puebla, que empieza escasos kilómetros al noreste. La designación climática oficial es «clima templado subhúmedo con lluvias en verano, de humedad media», equivalente al clima Cwb según Köppen. La temperatura media anual es de 14 °C, mientras que la precipitación anual, la mayor parte de la cual se registra en la estación lluviosa (junio a octubre), oscila entre los 600 y 700 mm.

## Montañismo
El Peñón del Rosario es la mayor de las elevaciones de su macizo, un lomerío de tobas que contiene varios promontorios de origen volcánico. Desde tres de sus lados (norte, sur y este) se eleva casi en vertical. Partiendo de los pueblos de Acopinalco y El Rosario, es accesible desde el oeste, tomando una brecha de aprovechamiento forestal. Una escalera facilita el acceso a la cima.